# Pilsbryspira
Pilsbryspira é um gênero de gastrópodes pertencente a família Pseudomelatomidae.

## Espécies
- Pilsbryspira albiguttata (Pilsbry, 1904)[2]
- Pilsbryspira albinodata (Reeve, 1846)[3]
- Pilsbryspira albocincta (C. B. Adams, 1845)[4]
- Pilsbryspira albomaculata (d'Orbigny, 1842)
- Pilsbryspira amathea (Dall, 1919)[5]
- Pilsbryspira arsinoe (Dall, 1919)[6]
- Pilsbryspira aterrima (Sowerby I, 1834)[7]
- Pilsbryspira atramentosa (Smith E. A., 1882)[8]
- Pilsbryspira auberti (Lamy, 1934)[9]
- Pilsbryspira aureonodosa (Pilsbry & Lowe, 1932)[10]
- Pilsbryspira bacchia (Dall, 1919)[11]
- Pilsbryspira cinerea (Weinkauff, 1876)
- Pilsbryspira collaris (Sowerby I, 1834)[12]
- Pilsbryspira elozantha (Ravenel, 1861)
- Pilsbryspira flucki (Brown & Pilsbry, 1913)[13]
- Pilsbryspira garciacubasi Shasky, 1971[14]
- Pilsbryspira jayana (Adams C. B., 1850)[15]
- Pilsbryspira kandai (Kuroda, 1950)[16]
- Pilsbryspira leucocyma (Dall, 1884)[17]
- Pilsbryspira loxospira (Pilsbry & Lowe, 1932)[18]
- Pilsbryspira melchersi (Menke, 1852)[19]
- Pilsbryspira monilis (Bartsch & Rehder, 1939)[20]
- Pilsbryspira nodata (C. B. Adams, 1850)[21]
- Pilsbryspira nymphia (Pilsbry & Lowe, 1932)[22]
- Pilsbryspira umbrosa (Melvill, 1923)[23]
- Pilsbryspira zebroides (Weinkauff & Kobelt, 1876)[24]

Espécies trazidas para a sinonímia
- Pilsbryspira albomaculata (Orbigny, 1842):[25] sinônimo de Pilsbryspira nodata (C. B. Adams, 1850)
- Pilsbryspira albopustulata Smith, 1882: sinônimo de Pilsbryspira nodata (C. B. Adams, 1850)
- Pilsbryspira atrior Adams, 1852: sinônimo de Pilsbryspira aterrima (Sowerby I, 1834)
- Pilsbryspira fonseca Pilsbry & Lowe, 1932: sinônimo de Pilsbryspira atramentosa (E.A. Smith, 1882)
- Pilsbryspira maura Kiener, 1840: sinônimo de Pilsbryspira aterrima (Sowerby I, 1834)
- Pilsbryspira nephele Dall, 1919: sinônimo de Pilsbryspira collaris (Sowerby I, 1834)
- Pilsbryspira ornata D'Orbigny, 1847: sinônimo de Pilsbryspira albocincta (C. B. Adams, 1845)
- Pilsbryspira pilsbryi Bartsch, 1950: sinônimo de Pilsbryspira nodata (C. B. Adams, 1850)
- Pilsbryspira rustica Carpenter, 1857: sinônimo de Pilsbryspira aterrima (Sowerby I, 1834)
- Pilsbryspira zebra Lamarck, J.B.P.A. de, 1822 (nomen dubium): sinônimo de Pilsbryspira leucocyma (Dall, 1884)